# Русланов, Вадим Львович
Вадим Львович Русланов (13 июля 1926, Москва — 29 июля 1996, Москва) — советский театральный актёр, певец, (баритон), народный артист РСФСР.

## Биография
Вадим Львович Русланов родился 13 июля 1926 года в Москве в семье артистов Вахтанговского театра Льва Петровича Русланова (Сергеенко), сына русского писателя и драматурга Петра Алексеевича Сергеенко (1854—1930), и Нины Павловны Русиновой. В годы Великой Отечественной войны служил на флоте, где был запевалой.
В 1946—1950 годах учился в Театральном институте имени Бориса Щукина (педагог Леонид Шихматов). В 1950—1958 годах был актёром Театра имени Е. Б. Вахтангова, сыграл более тридцати ведущих ролей в пьесах русской, западной и советской драматургии, часто это были роли с пением. Однажды в домашнем кругу его услышал народный артист СССР И. С. Козловский и посоветовал серьёзно учиться.
В 1961 году окончил Музыкальный институт имени Гнесиных (класс профессора В. П. Захарова).
В 1958—1988 годах был солистом Ансамбля песни и пляски Советской Армии имени А. В. Александрова. Обладал сильным, приятного бархатного тембра голосом, незаурядным драматическим талантом. Репертуар певца был обширен и разнообразен. За годы работы в ансамбле исполнил более двухсот советских песен. Был первым исполнителем многих произведений советских композиторов, в т. ч. песен «Бухенвальдский набат» Вано Мурадели, «Хотят ли русские войны» Эдуарда Колмановского (первый исполнитель), «Солдат — всегда солдат» Соловьева-Седого, «Часовой на посту» Долуханяна, «Марш ракетчиков» Новикова, «Песня боевого содружества» Б. Александрова, «Чернобровая казачка».
Умер 29 июля 1996 года в Москве.

## Семья
- Дед по отцовской линии — Пётр Алексеевич Сергеенко (1854—1930), русский писатель и драматург, журналист, биограф Л. Н. Толстого.
- Отец — актёр Лев Петрович Русланов (Сергеенко) (1896—1937).
- Мать — актриса Нина Павловна Русинова (1895—1986), народная артистка РСФСР.
- Жена — актриса Инэсса Павловна Дровосекова (1930—2023).
- Сын — актёр Вадим Вадимович Русланов (род. 1955).
- Сын — актёр Павел Вадимович Русланов (род. 1961).

## Награды и премии
- Заслуженный артист РСФСР (18.12.1962).
- Народный артист РСФСР (7.12.1973).

## Фильмография
- 1953 — Егор Булычов и другие — Алексей, сын от первой жены
- 1956 — Много шума из ничего — Певец
- 1958 — Скупой рыцарь (телеспектакль) — Герцог